# Sara Thunebro
Sara Kristina Thunebro (Strängnäs, 26 aprile 1979) è un'ex calciatrice svedese, di ruolo difensore.
Durante i diciotto anni della sua lunga carriera come professionista ha giocato nel campionato svedese femminile di calcio, ottenendo due titoli nazionali e tre Coppe di Svezia, e in quello tedesco, quattro stagioni con l'1. FFC Francoforte, dove conquistò una DFB-Pokal der Frauen.
Ha inoltre indossato la maglia della nazionale svedese in due campionati europei, tre mondiali e due Olimpiadi, per un totale di 132 incontri, giocati anche in Algarve Cup, che ne fanno una delle più rappresentative atlete della nazionale svedese.

## Palmarès

### Club
- Campionato svedese: 2

Djurgårdens IF: 2003, 2004
- Coppa di Svezia: 3

Djurgårdens IF: 1999-2000, 2004, 2005
- Coppa di Germania: 1

1. FFC Francoforte: 2010-2011

### Nazionale
- Algarve Cup: 1

2009

### Individuale
- Difensore svedese dell'anno: 2

2008, 2009